# Georg Ehrich
Georg Ehrich (* 29. September 1921 in Eickel; † 14. April 1985) war ein deutscher Politiker (CDU).

## Leben und Beruf
Nach dem Besuch der Volksschule und des Gymnasiums sowie der Handelsschule war er von 1938 bis 1945 bei der Wehrmacht und im Kriegsdienst. Anschließend absolvierte er eine Verwaltungsausbildung und war Verwaltungsangestellter bei der Stadt Zwickau und von 1950 bis 1983 beim Versorgungsamt Soest. Seit 1948 war er Mitglied der CDU. 1954 wurde er Mitglied der Gewerkschaft Öffentliche Dienste, Transport und Verkehr.
Er war verheiratet und hatte ein Kind.

## Abgeordneter
Vom 28. Mai 1975 bis zum 28. Mai 1980 war Ehrich Mitglied des Landtags des Landes Nordrhein-Westfalen. Er wurde im Wahlkreis 118 Soest direkt gewählt.
Von 1955 bis 1958 war er Mitglied des Gemeinderates Stocklarn im Kreis Soest und von 1961 bis 1985 Mitglied des Kreistages des Kreises Soest.

## Öffentliche Ämter
Von Dezember 1969 bis Dezember 1974 war er Landrat des Kreises Soest.

## Sonstiges
Am 16. November 1976 wurde ihm das Bundesverdienstkreuz am Bande verliehen.